# Związek Wyzwolenia Białorusi (1946–1947)
Związek Wyzwolenia Białorusi (biał. Саюз Вызваленьня Беларусі) – białoruska konspiracyjna organizacja niepodległościowa o charakterze młodzieżowym w latach 1946–1947.
Organizacja powstała w listopadzie 1946 r. w Nowogródku z inicjatywy działacza Białoruskiej Partii Niepodległościowej (PNB) Gienadzia Kazaka. Na czele oddziału organizacyjnego stanął Michaś Kożycz ps. "Dubowy", zaś finansowego Kastuś Ramanowicz ps. "Sokal". Podział organizacyjny bazował na systemie "trójek". Powstał program polityczny organizacji. Głównym celem było "oddzielenie Białorusi od ZSRR i utworzenie niepodległego państwa białoruskiego". Działalność ograniczała się głównie do prowadzenia antysowieckiej propagandy. Nie wykluczano też podjęcia działań zbrojnych. W terenie zostały zorganizowane oddziały organizacji. Pod koniec maja 1947 r. sowieckie służby bezpieczeństwa aresztowały w okręgu baranowickim 18 członków organizacji, wydanych przez prowokatorów. Wkrótce zostali aresztowani członkowie kierownictwa. 30 sierpnia tego roku trybunał wojskowy skazał w Baranowiczach działaczy organizacji na kary od 8 do 25 lat łagrów. Byli to G. Kazak, M. Kożycz, K. Ramanowicz, Michaś Kapciłowicz, Samson Piarłowicz, Aleksandar Liapeszka, Aleksandar Usiukiewicz, Piatro Dziemianczuk, Iwan Makar, Michaś Mazan, Augen Liszko, Anań Rodziewicz, Safron Stoma, Wital Hubarewicz, Adam Szaboćka.